# Weltmeisterschaften im Bogenschießen 1979
Die Weltmeisterschaften im Bogenschießen 1979 wurden vom 14. bis 22. Juli auf dem Maifeld in West-Berlin ausgetragen.

## Ergebnisse Recurvebogen
| Disziplin         | Gold                                                           | Silber                                                    | Bronze                                                   |
| ----------------- | -------------------------------------------------------------- | --------------------------------------------------------- | -------------------------------------------------------- |
| Männer Einzel     | Darrell Pace                                                   | Richard McKinney                                          | Rodney Baston                                            |
| Frauen Einzel     | Kim Jin-ho                                                     | Judith Adams                                              | Carole Toy                                               |
| Männer Mannschaft | Vereinigte Staaten Darrell Pace Rodney Baston Richard McKinney | BR Deutschland Harry Wittig Armin Garnreiter Willi Müller | Belgien Patrick DeKoning Marnix Vervinck Emiel Vercaigne |
| Frauen Mannschaft | Südkorea Kim Jin-ho Hwang Sook-zoo Park Young-suk              | Australien Carole Toy Terry Donovan Leah Feldt            | Großbritannien Sue Willcox Rachel Fenwick Joyce Asher    |

## Medaillenspiegel
| Platz  | Land               | Gold | Silber | Bronze | Gesamt |
| ------ | ------------------ | ---- | ------ | ------ | ------ |
| 1      | Vereinigte Staaten | 2    | 2      | 1      | 5      |
| 2      | Südkorea           | 2    | –      | –      | 2      |
| 3      | Australien         | –    | 1      | 1      | 2      |
| 4      | BR Deutschland     | –    | 1      | –      | 1      |
| 5      | Belgien            | –    | –      | 1      | 1      |
| 5      | Großbritannien     | –    | –      | 1      | 1      |
| Gesamt | Gesamt             | 4    | 4      | 4      | 12     |